# Панспермија
Панспермија је претпоставка о постојању живота која тврди да живот постоји широм Универзума и да се шири преко свемирске прашине, метеороида, астероида, комета, планетоида и свемирских летелица које ненамерно преносе микроорганизме.